# Christian Davenport
Christian Davenport (* 4. Juni 1965 in New York City) ist ein US-amerikanischer Politikwissenschaftler. Er ist Professor an der University of Michigan und Forschungsprofessor am Institut für Friedensforschung in Oslo. Seit 2020 amtiert er als Präsident der Peace Science Society (International).
Davenport machte das Bachelor-Examen 1987 an der Clark University, den Master-Abschluss 1990 an der nigerianischen Bingham University, wo er 1992 zum Ph.D. promoviert wurde. Bevor er an die University of Michigan ging, war er Professor an der University of Notre Dame und der University of Maryland.
Davenport wurde 2018 in die American Academy of Arts and Sciences gewählt.

## Schriften (Auswahl)
- How social movements die. Repression and demobilization of the Republic of New Africa. Cambridge University Press, New York 2015, ISBN 9781107041493.
- Media bias, perspective, and state repression. The Black Panther Party. Cambridge University Press, Cambridge/New York 2010, ISBN 9780521766005.
- State repression and the domestic democratic peace. Cambridge University Press, New York 2007, ISBN 9780521864909.